# 佐藤孝三郎

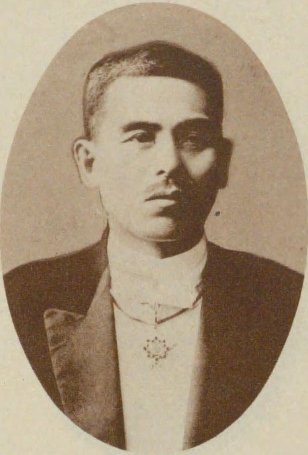
佐藤孝三郎

佐藤 孝三郎（さとう こうざぶろう、1868年3月2日（慶応4年2月9日） - 1969年11月21日）は、日本の内務官僚。福井県知事、名古屋市長、函館市長。

## 経歴
福岡県出身。佐藤与平の長男として生まれる。1888年8月、福岡尋常師範学校を卒業し、井尻小学校訓導となる。1896年7月に東京専門学校（現・早稲田大学）に入学し、1899年3月、同修了。同年11月、文官高等試験に合格し、1900年5月、内務省に入省し内務属として警保局に配属された。
1902年2月、山口県参事官に就任。以後、群馬県参事官、島根県警察部長、和歌山県事務官・第四部長、同第一部長兼第三部長、同内務部長、群馬県内務部長、秋田県内務部長、宮城県内務部長などを歴任した。
1914年6月、福井県知事に就任し、1917年1月まで在任し休職。同年7月に退官した。その後、名古屋市長（1917年7月 - 1921年7月）、函館市長（1924年11月 – 1928年11月）を歴任した。

## 著書
- 『高岳自叙伝』佐藤達夫、1963年。

## 親族
- 長男 佐藤達夫（法制局長官・人事院総裁）
- 長男の妻 佐藤雅子（料理研究家・エッセイスト）